# Ecoinovação
Ecoinovação é a produção, assimilação ou exploração de um produto, processo de produção, serviço ou método de gestão - que é novo para a organização e que resulta, ao longo do seu ciclo de vida, nas reduções do risco ambiental, da poluição e de outros impactos negativos no uso dos recursos (incluindo energia) - quando comparado a alternativas relevantes.

## Tipos
- Produto: é a introdução de bens que reduzem impactos ambientais e o uso de recursos durante a operação, além de permitir a recuperação, a remanufatura ou reciclagem como estratégias de negócios e não apenas de economia de custos. O ecodesign é a metodologia que levará em conta as restrições de recursos e permitirá o planejamento do ciclo de vida do produto (CVP)[2]. Exemplo: veículo elétrico.
- Serviço: é a prestação de trabalhos menos intensivos no uso de recursos (desmaterialização). Prioriza o uso de ecoprodutos, a eficácia de atividades e o uso de recursos digitais em lugar de recursos materiais[2]. Exemplo: ecoturismo.
- Processos: é a introdução de tecnologias de produção mais limpa (P+L) capazes de reduzir impactos ambientais pelo menor uso de materiais e insumos, zero emissões, uso de energia renovável, redução de custos e eficiência no uso de materiais[2].  Exemplo: energia renovável.

## Princípios
- Integração com a Natureza: Visa a promoção de inovações que causam pouco ou nenhum dano à natureza, devem ser na medida certa e em perfeita comunhão com a vida natural. Natureza e ser humano devem coexistir de forma harmônica e integrada, pois desde os primórdios a natureza é o principal fornecedor de recursos naturais ao homem, logo deve-se usar de forma racional os recursos existentes no meio ambiente. É fundamental utilizar recursos renováveis e cuidar para que não faltem para as gerações futuras, formando assim uma cadeia solidária que busca preservar da melhor maneira possível o meio ambiente[3].
- Proteção ambiental: Visa a prevenção da degradação do meio ambiente. As tecnologias devem proteger o ar e o clima, proteger e recuperar os solos, as águas subterrâneas e superficiais, a biodiversidade e as paisagens naturais. Devem, ainda, considerar a gestão de águas residuais, gestão de resíduos e P&D para a proteção do ambiente[3].
- Redução da Poluição: Visa a diminuição da poluição já existente de forma efetiva e gradativa, com o intuito de sua consequente eliminação. Isso inclui a poluição atmosférica, das águas, dos solos, sonora (da terra e do mar), visual, radioativa (ou nuclear), térmica e luminosa. A poluição é um dos mais graves problemas ambientais gerados pela intervenção do homem sobre o meio natural, pois prejudica o meio ambiente, inviabiliza o cultivo e o consumo de recursos naturais, provoca desequilíbrios ecológicos e pode ameaçar a saúde humana[3].
- Uso e gestão eficaz de recursos naturais: Visa a preservação e manutenção do estoque de salvaguarda dos recursos naturais contra fenômenos de esgotamento. Inclui as gestões de recursos hídricos, de recursos florestais, da fauna e da flora selvagens, da energia fóssil, de minerais, e a P&D em gestão de recursos naturais. Visa à utilização de recursos naturais para suprir as necessidades atuais, todavia, sem seu esgotamento e com o aprovisionamento para as próximas gerações[3].

## Níveis
Ecoinovações têm evoluído e incorporado o nível não tecnológico (organizacional e institucional) ao nível tecnológico.
- Tecnológico: o nível tecnológico está relacionado a produtos e a processos. Envolve mecanismos de controle da poluição, da produção mais limpa (P+L), da ecoeficiência e do ciclo de vida do produto (CVP). Pode ser entendida como a ecoinovação inserida na tecnologia curativa (reparar danos) e tecnologia preventiva que evita danos ambientais, compreendida também como produtos alternativos que representam uma nova trajetória tecnológica de inovações radicais, não sendo inovações mais limpas que seus produtos similares, mas oferecendo uma solução diferente e mais ambientalmente eficaz em comparação aos produtos existentes[4].
- Organizacional: o nível organizacional está relacionado à gestão da inovação na organização, às mudanças nos métodos de gestão e de marketing e à adoção de novas estruturas organizacionais para a criação de agenda futura de inovação com relação direta com o meio ambiente. Envolve, por exemplo, discussões estratégicas sobre o ciclo de vida do produto (CVP), adoção de sistemas de gestão ambiental (ISO 14.001, ISO 50.001, OHSAS, etc) e circuitos fechados de produção (modelos circulares)[4].
- Institucional: O nível institucional está relacionado às instituições do ecossistema de inovação. Engloba o desenvolvimento de novos arranjos institucionais visando a sustentabilidade, como ecologia industrial e simbiose industrial. São compreendidas, também, pelas respostas institucionais consideradas inovadoras e que estão vinculadas aos desafios e políticas de sustentabilidade[4].

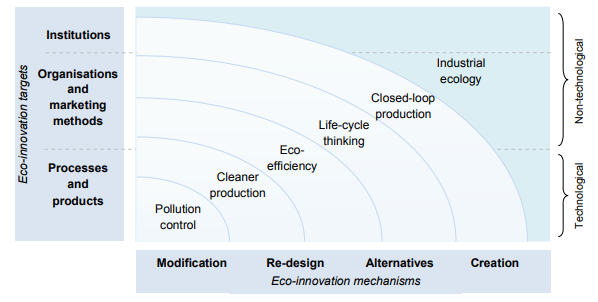
Conceptual Relations Between Sustainable Manufacturing and Eco-innovation